# Braco Dimitrijević
Braco Dimitrijević (* 18. Juni 1948 in Sarajevo) ist ein Künstler, Grafiker und Kunsttheoretiker aus Bosnien und Herzegowina.

## Leben und Werk

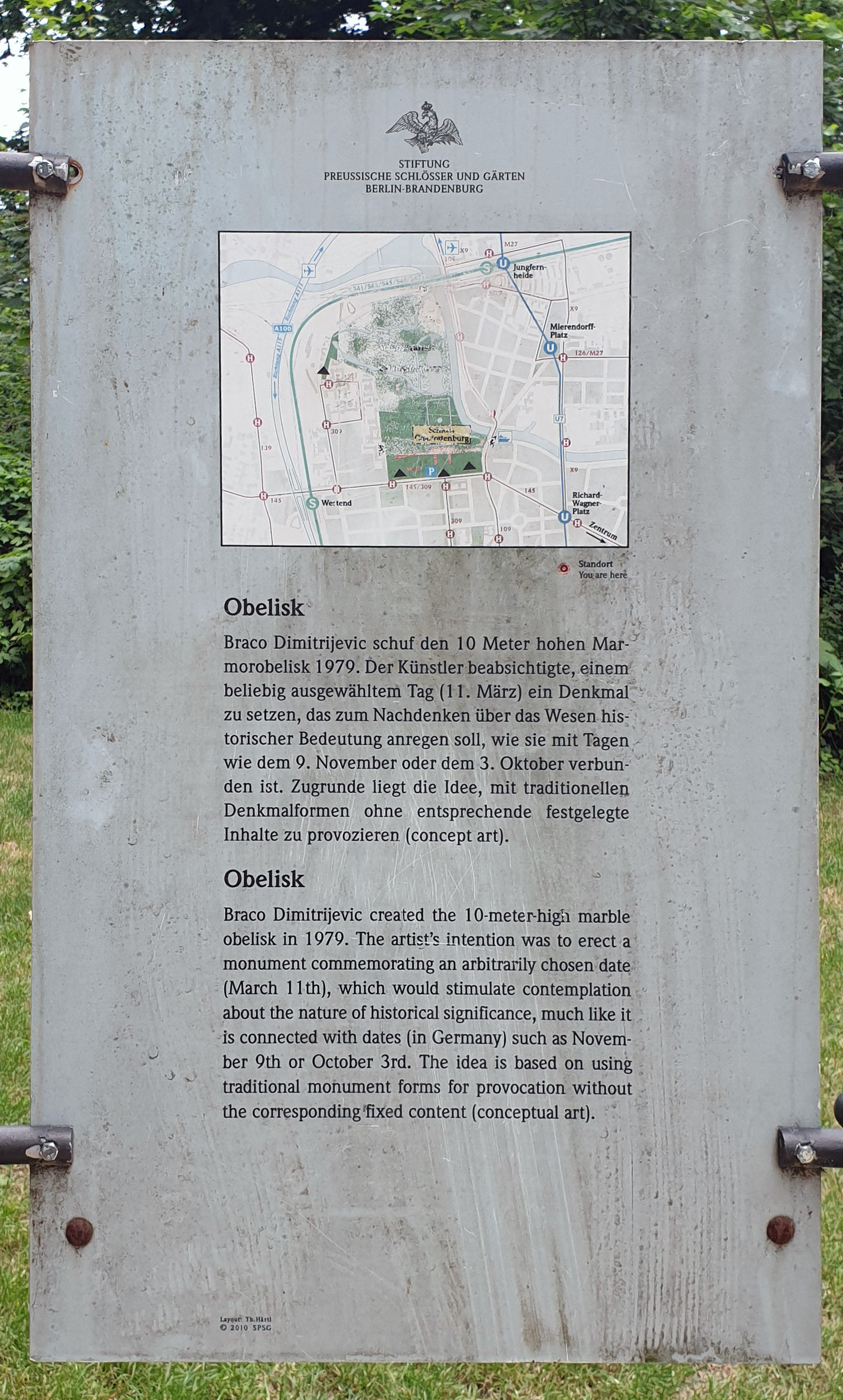
Gedenktafel, Schloss Charlottenburg, in Berlin-Charlottenburg

Dimitrijević Vater war der Maler Vojo Dimitrijević. Während seiner Schulzeit im damaligen Jugoslawien hatte er im Alter von 10 Jahren seine erste Einzelausstellung als Künstler. Nach der Schulzeit studierte er bis 1968 Physik und Mathematik und nahm an Skiwettkämpfen teil. Zugleich beschäftigte er sich mit der Kunst, er verfasste Gedichte, phantastische Kurzgeschichten, Kompositionen konkreter Musik und interessierte sich für Objet trouvés bzw. Readymades.
Nach seinem Entschluss, endgültig Künstler zu werden, studierte er von 1968 bis 1971 Kunst und Kunstgeschichte an der Universität Zagreb sowie von 1971 bis 1973 Bildhauerei an der St. Martin College of Art in London. Ab 1969 arbeitete er mit Goran Trbuljak in Zagreb als Gruppe „Penzioner Tihomir Simčić“ zusammen. In den 1970er Jahren trat er als Vertreter der Konzeptkunst hervor. 
1976 erhielt Dimitrijević ein DAAD-Stipendium für einen einjährigen Arbeitsaufenthalt in Berlin, und veröffentlichte 1977 den Tractatus Post Historicus, in dem er seine Kunstauffassung theoretisch untermauerte.
Berlin, als ein Ort voller historischer Verweise, inspirierte den Künstler zu mehreren Werkzyklen. Eines der spektakulärsten Werke des Künstlers ist ein Denkmal im Garten des Berliner Schlosses Charlottenburg. Das Projekt, begonnen während seines Aufenthalts 1976, wurde erst 1979 mit finanzieller Unterstützung des Berliner Senats, der Berliner Lottogesellschaft, des DAADs und des Schlosses Charlottenburg umgesetzt.
Im Jahr 1976 markierte seine erste Installation Triptychos Post Historicus in der Neuen Galerie in Berlin einen Einschnitt in seinem Schaffen. Die Arbeiten bestanden von nun an aus jeweils einem berühmten Gemälde, einem Gebrauchsgegenstand und einem pflanzlichen Produkt. Braco Dimitrijević arrangierte diese Objekte aus Kunst, Alltag, Natur sorgfältig, um mit der Wirkung der Gesamt-Komposition die aus den Beziehungen zwischen den Objekten entsteht, die tradierten Wertesysteme in Frage zu stellen. 1977 nahm er an der documenta 6 in Kassel teil.
Dimitrijević nahm aktiv an der Debatte um die Postmoderne teil, indem er dem Postmodernismus seine eigene bildnerische und theoretische Post History gegenüberstellte. Die Post History schließt den Evolutionismus in der Kunst ebenso wie die Chronologie aus. Für die Kunst ergeben sich daraus für Dimitrijević ein „Stilverlust“ und die damit verbundenen Einordnungen in die Kunstgeschichte. Verarbeitet werden in seinem Werk Stilelemente verschiedener Epochen zu einem „Stilmix“. Insbesondere nimmt Dimitrijević mit seinen Installationen diese Gedanken auf.
Seit 1980 hat der Künstler an der Antinomie Kunst–Natur stärkeres Interesse. Hierdurch schafft er aus bekannten Elementen neue Strukturen. Dem Problemkreis Kunst–Natur ist auch eine Serie gewidmet, in der er bekannte Kunstwerke zusammen mit lebenden Tieren fotografiert. Mit seinem gesamten Schaffen, in dem er die Rolle des Zufalls in der Geschichte, Konventionen und geschichtliche Mechanismen bei der Entstehung von Mythen und Überzeugungen untersucht, ist Dimitrijević bestrebt, bestehende ästhetische Werturteile zu relativieren und auf neue, der Postmoderne entspringende hinzuweisen.
Für die documenta IX in Kassel 1992 stellte er Werke des französischen Malers Théodore Géricault aus, die Anfang des 19. Jahrhunderts in Pariser Irrenhäusern hingen. In dieser nachträglichen Inszenierung rückt er mit der Kunst ins Zentrum, was nicht in das strenge Schema eines naturwissenschaftlichen Systems eingefügt werden kann. In diesem Experiment verläuft die Koexistenz von Natur und Kunst friedlich und ohne jeglichen Konflikt.
Dimitrijević lebt abwechselnd in Paris und London.

## Auszeichnungen
- 1992 Chevalier des arts et lettres, Paris
- 1979 Prix Jean Dominique Ingrès, Paris
- 1978 Arts Council Award, London
- 1975 Preis des Jugoslawischen Jugend-Verbands. (SKOJ)

## Ausstellungen
- 2017: Museum for Contemporary Art Zagreb, Zagreb
- 2016: My Berlin Years, Daniel Marzona art gallery, Berlin
- 2013: National Art Gallery Sofia, Sofia
- 2012: Latvian National Museum of Arts, Riga
- 2009: Musée d’Art moderne de Saint-Etienne, Saint-Etienne
- 2008: Ludwig Museum, Budapest
- 2008: National Museum of Contemporary Art (MNAC), Bucharest
- 2006: Arte Moderna A Padula, Padua
- 2005: Musée d’Orsay, Paris
- 1997: Wilhelm-Hack-Museum, Ludwigshafen
- 1995: Hessisches Landesmuseum Darmstadt, Darmstadt
- 1992: Documenta IX, Beitrag in der Neuen Galerie, Kassel mit dem Titel Triptychos post Historicus or The Arch of Reason
- 1983: Museum Ludwig, Köln
- 1979: Kunstverein Karlsruhe, Karlsruhe
- 1977: documenta 6, Kassel
- 1971: Galerie Lucio Amelio, Neapel (erste Einzelausstellung)

## Museale Rezension
- Städtisches Museum Abteiberg Mönchengladbach

## Grafische Werke (unvollständig)
- Grafikzyklus Triptychos Post Historicus von 1989